# La Romera
La Romera är en ort i Mexiko.   Den ligger i kommunen Tepalcatepec och delstaten Michoacán de Ocampo, i den södra delen av landet, 400 km väster om huvudstaden Mexico City. La Romera ligger 348 meter över havet och antalet invånare är 489.
Terrängen runt La Romera är platt åt nordost, men åt sydväst är den kuperad. Runt La Romera är det ganska glesbefolkat, med 30 invånare per kvadratkilometer. Närmaste större samhälle är Tepalcatepec, 12,7 km norr om La Romera. Trakten runt La Romera består till största delen av jordbruksmark.